# Boeing X-32
Boeing X-32 — американский экспериментальный самолёт, разработанный компанией Boeing по программе создания перспективного многоцелевого истребителя. Проиграл проекту истребителя F-35 Lightning II.

## Лётно-технические характеристики
Источники

### Технические характеристики
- Экипаж: 1 человек
- Длина: 13,6 м
- Размах крыла: 10,97 м (9,15 для самолета с ВВП)
- Площадь крыла: 55 м²
- Масса:
  - пустого: 10200 кг (10886)
  - максимальная взлётная масса: 17200 кг
  - масса топлива: 6803 кг (7700)
- Двигатель:
  - тип двигателя: турбореактивный двухконтурный с форсажной камерой
  - модель: «Pratt & Whitney F119»
  - тяга:
    - максимальная: 1 × 10500 кгс
    - на форсаже: 1 × 15876 кгс

  - масса двигателя: ~1775 кг

### Лётные характеристики
- Максимальная скорость: 1931 км/ч (1,6 М)
- Дальность полёта:
  - максимальная: 2200 км
  - боевой радиус: 1100 км
- Нагрузка на крыло:
  - при максимальной взлётной массе: 413 кг/м²
- Тяговооружённость:
  - при максимальной взлётной массе: 0,7

### Вооружение
- Пушечное: 20-мм авиационная пушка M61 Vulcan
- Боевая нагрузка: 5900—7700 кг
- Точки подвески:
  - внутренние: 4
  - внешние: 2